# CC 72100
Les CC 72100 sont des CC 72000 (locomotives Diesel-électriques) qui ont été remotorisés, entre 2002 et 2004.

## Description
À la suite de plaintes récurrentes de riverains de la gare de l'Est à Paris pour des longs stationnements de locomotives avec leur moteur diesel en marche et pour correspondre aux nouvelles réglementations antipollution de l'UIC, mais aussi pour prolonger leur durée de vie, il a été décidé par la SNCF et les collectivités de remotoriser 30 machines affectées au dépôt de Chalindrey, pour la ligne Paris – Mulhouse.
Les machines concernées portent les no 21, 30, 37 à 41, 43, 45, 47, 48, 51, 56 à 58, 60, 63, 66, 68, 72, 75 à 80, 82, 86, 89 et 90.
Cette opération a permis un prolongement de leur durée de vie d'environ 15 années supplémentaires.

## Carrière

### Service
Lors de la transformation des machines, elles ont toutes été affectées à l'activité Grandes Lignes, à l'exception des CC 72176, 177 et 190 qui ont, quant à elles, été affectées au TER Champagne-Ardenne.
À la séparation comptable de Grandes Lignes et de Trains Inter-Régionaux (TIR), elles sont réparties entre Intercités (ex-TIR puis Corail Intercités) et TER Champagne-Ardenne.
Dans les années 2010, ces locomotives sont utilisées en service voyageurs sur la ligne 4 (Paris – Mulhouse). Elles ont en outre été utilisées sur l'axe Reims – Dijon (une partie de la ligne 4, ainsi qu'une section de la ligne 10), jusqu'au 12 décembre 2014.

### Fin de service
Les 17 locomotives en service en 2016, et les rames de voitures Corail Plus qu'elles tractent, sont progressivement remplacées par des Régiolis bimodes avec aménagement Intercités (B 85000). Ces derniers ayant du retard à la livraison, les locomotives sont passées à la maintenance au technicentre de Chalindrey, afin de prolonger leur durée de vie jusqu'en 2017 et de limiter les pannes. Leurs dernières prestations entre Belfort et Paris-Est ont eu lieu le 2 avril de cette année, et leur service régulier s'est arrêté à la fin du mois d'août (28 août 2017, avec l'Intercités no 11644 (Culmont-Chalindrey – Paris-Est à 8 h 31, heure d'arrivée de la CC 72186).

## Caractéristiques du moteur Diesel
Les locomotives CC 72100 sont équipées du moteur Pielstick V16 PA 4 V200 VGA. Avant la mise en œuvre de la chaîne de remotorisation, ce moteur a été expérimenté dans une version moins puissante (3 200 ch à 1 425 tr/min) sur les CC 72044 et 72075 de 1987 à 2000, associé à un automate d'aide à la mise en puissance. Les essais ont permis de mettre en évidence la consommation moins élevée de ce moteur par rapport au V16 SACM AGO qui équipait les CC 72000 d'origine. Le prototype de la série fut la CC 72048, qui sortait de révision après un incendie, à l'automne 2002.
Ce moteur de 16 cylindres en V à géométrie variable développe 2 650 kW, soit 3 604 chevaux à 1 500 tr/min. Chaque piston a un diamètre de 200 mm et une course de 210 mm, ce qui donne une cylindrée totale de 105,557 litres.

## Machines particulières
- CC 72130 : Détient le record mondial de kilométrage pour un engin thermique avec 9 021 938 km depuis sa mise en service en tant que CC 72030;
- CC 72137 : A subi un incendie lors d'un TER Reims – Dijon, avec heurt de véhicule au passage à niveau (PN) no 68, le 7 mai 2011 à Saint-Martin-aux-Champs (Marne) ;
- CC 72141 : Accident lors de la mission Intercités 1646 (Belfort – Paris-Est, sur la ligne de Paris-Est à Mulhouse-Ville), le 21 avril 2015, en l'occurrence le heurt d'un convoi exceptionnel au PN — de type SAL 4 — no 41 (jouxtant la gare de Nangis, en Seine-et-Marne)[5] ;
- CC 72148 : A servi de prototype à la transformation en 72100. Elle a été détruite par le feu lors d'une collision avec une voiture le 19 juillet 2014 à Ronchamp (Haute-Saône)[6] ;
- CC 72145 : Passée en révision générale peu avant sa remotorisation, est sortie avec une livrée grise à base de gris métallisé, en attendant la livrée « en voyage… » qui accompagne la remotorisation ;
- CC 72143 : A subi un violent incendie le 29 mars 2009, et a été radiée le 26 octobre 2009 à la suite de cela;
- CC 72156 : A été radiée le 4 décembre 2007 à la suite de l'épuisement de son potentiel kilométrique ;
- CC 72176 : A subi un incendie lors de la mission Intercités 11749 (Paris-Est – Troyes), le 28 septembre 2015 à Troyes (Aube)[7] ;
- CC 72180 : A subi un dégagement de fumée lié à un surrégime moteur, ce qui a causé une détonation, provoquée par un court-circuit avec un isolateur de la caténaire, ladite fumée étant devenue conductrice. Cet incident est survenu lors de la préparation du train Intercités 11743 (à destination de Culmont-Chalindrey), le 17 février 2017 à Paris-Est[8],[9]. La machine a ensuite été remise en état.
- CC 72186 : A assuré le tout dernier train commercial de la série, entre Culmont-Chalindrey et Paris-Est, le 28 août 2017[3]; Cette machine a également assuré son ultime train, juste avant sa radiation, entre Granville et Argentan le 18 novembre 2017 pour le compte du Pacific Vapeur Club et le train de la fête du Hareng[10].
- Les 5 machines qui avaient reçu la livrée « Corail + » l'ont perdu lors de leur transformation en 72100, avec la livrée « En Voyage… ». Il s'agissait des 72030, 38, 40, 68 et 78.
- Les CC 72060 et 72058 sont sorties des ateliers de Sotteville respectivement le 18 octobre 2002 et le 28 février 2003 repeintes dans la livrée "En Voyage...", mais sans être remotorisées. Le changement de moteur et la transformation en CC 72160 et 72158 sera effectué en 2004.
- Les CC 72143, 72156 et 72180 sont les dernières CC 72100 à avoir été repeintes dans la livrée "En Voyage...". Elles ont reçu un pelliculage dont les marquages latéraux "En Voyage..."  sont plus petits que les autres engins de la série et ne recouvrent plus les portes centrales d'accès au moteur. Les CC 72049 et 72074 ont reçu le même traitement lors de leur passage en Révision Générale en 2005.

## Préservation
- CC 72130 : préservé dans les réserves de la Cité du train, à Mulhouse.